# Edinoždy solgav...
Edinoždy solgav... (Единожды солгав…) è un film del 1987 diretto da Vladimir Bortko.

## Trama
Il film racconta di un artista che in passato era un ribelle e un sovvertitore dello stile di vita sovietico, e ora ha tutto ciò di cui una persona moderna ha bisogno